# 方山永固陵
方山永固陵，俗称祁皇墓，位于山西省大同市城北西寺儿凉山（古名“方山”）南，为北魏文成帝的皇后冯氏（即文明太后）的陵寝。开始兴建于北魏太和五年（481年），在太和八年修建完毕。太和十四年，北魏孝文帝葬其祖母太皇太后冯氏于此。

## 多次被盗
方山永固陵曾于金正隆年间、金大定年间、清光绪年间三度被盗。第一次，盗贼由西北掘入，盗走大部分文物。第二次，盗墓者将前室地砖悉数盗走，并且盗走、损坏了随葬石俑、石兽。第三次被盗时，大墓经两次盗窃之后再遭劫难，残余文物所剩无多。

## 出土文物
1976年大同市博物馆与山西省文物工作委员会一起对方山永固陵进行发掘。经清理，出土了铜簪、骨簪、铜箭镞、铁矛头、残石俑、料环、丝织品残片、陶瓷器碎片。陵墓甬道的石券门雕刻精美，现藏中国国家博物馆。